# Consign to Oblivion
Albums de Epica
The Phantom Agony
(2003) The Score - An Epic Journey
(2005)
Singles
1. Solitary Ground
Sortie : 12 mai 2005
2. Quietus (Silent Reverie)
Sortie : 21 octobre 2005

Consign to Oblivion est le deuxième album du groupe de metal symphonique néerlandais Epica, publié le 21 avril 2005 chez Transmission Records.
Deuxième album studio du groupe. Le thème central est la civilisation maya. On ressent encore la présence du problème de la manipulation des hommes dans certains morceaux ainsi que celle de la responsabilité de chacun et de l'égoïsme.
Simone Simons chante en compagnie de Roy Khan (ex-chanteur du groupe Kamelot) dans le titre Trois Vierges. On retrouve ce même duo dans la chanson The Haunting (Somewhere in time) dans l'album The Black Halo de Kamelot.

## Liste des chansons
Toute la musique est composée par Mark Jansen.
| No  | Titre                                          | Durée |
| --- | ---------------------------------------------- | ----- |
| 1.  | Hunab K'u (A New Age Dawns Prologue)           | 1:44  |
| 2.  | Dance of Fate                                  | 5:13  |
| 3.  | The Last Crusade (A New Age Dawns Part I)      | 4:21  |
| 4.  | Solitary Ground                                | 4:22  |
| 5.  | Blank Infinity                                 | 4:00  |
| 6.  | Force of the Shore                             | 4:01  |
| 7.  | Quietus (Silent Reverie)                       | 3:45  |
| 8.  | Mother of Light (A New Age Dawns Part II)      | 5:55  |
| 9.  | Trois Vierges (Avec Roy Khan)                  | 4:40  |
| 10. | Another Me "In Lack'ech"                       | 4:39  |
| 11. | Consign to Oblivion (A New Age Dawns Part III) | 9:45  |